# Jun Amano
Jun Amano (天野 純, Amano Jun) est un footballeur japonais né le 19 juillet 1991 dans la préfecture de Kanagawa. Il évolue au poste de milieu de terrain.

## Biographie
Lors de la saison 2017, il inscrit quatre buts dans le championnat du Japon.

## Palmarès
- Avec le  Yokohama F. Marinos
  - Champion du Japon en 2019